# Elezioni presidenziali in Messico del 1958
Le elezioni presidenziali in Messico del 1958 si tennero domenica 6 luglio, contestualmente alle elezioni parlamentari. Furono vinte di larghissima misura da Adolfo López Mateos, ex Segretario del Lavoro e della Previdenza Sociale, candidato del Partito Rivoluzionario Istituzionale (PRI) e per altri tre partiti e che ottenne il 90,43 %.
Furono le prime elezioni presidenziali in Messico in cui le donne erano ammesse al voto. Il suffragio femminile era stato approvato nel 1953.

## Risultati
| Candidati           | Liste                                         | Voti      | %     |
| ------------------- | --------------------------------------------- | --------- | ----- |
| Adolfo López Mateos | Partito Rivoluzionario Istituzionale          | 6.721.045 | 89,81 |
| Adolfo López Mateos | Partito Nazionalista Messicano                | 21.393    | 0,29  |
| Adolfo López Mateos | Partito Autentico della Rivoluzione Messicana | 21.548    | 0,29  |
| Adolfo López Mateos | Partito Popolare                              | 5.768     | 0,08  |
| Luis H. Álvarez     | Partito Azione Nazionale                      | 705.303   | 9,42  |
| Altri               | -                                             | 10.346    | 0,13  |
| Totale              | Totale                                        | 7.483.403 |       |

Fonte: Hispano Americano. Meteo, 1964. Pagina 10.